# Hyperfrontia limbata
Hyperfrontia limbata là một loài bướm đêm trong họ Noctuidae.